# 김미자 헤어살롱
"김미자 헤어살롱"(Mi-ja's Beauty Parlor)은 한국에서 제작된 이윤영 감독의 2007년 드라마 영화이다. 김현 등이 주연으로 출연하였다.

## 출연
- 김현